# Калугин, Иван Иванович
Иван Иванович Калугин (1867 — 1945) — специалист в области животноводства, директор и профессор Новоалександрийского института сельского хозяйства и лесоводства, действительный статский советник.

## Биография
Калугин родился в 1867 году. В 1890 году окончил Петровскую земледельческую и лесную академию со степенью кандидата сельского хозяйства и 27 февраля 1891 года поступил на государственную службу преподавателем сельскохозяйственных предметов в Харьковское земледельческое училище. В 1892 году переведён в Уманское училище земледелия и садоводства, одновременно читал лекции на Курсах для народных учителей и учительниц по шелководству, пчеловодству и огородничеству.
В 1894 году приглашён в Новоалександрийский институт сельского хозяйства и лесоводства, где состоял сначала адъюнкт-профессором кафедры общей зоотехники, а с 1899 года являлся профессором той же кафедры и в 1911 году был назначен директором института. С 1896 года редактор журнала "Записки Новоалександрийского института сельского хозяйства и лесоводства".
14 апреля 1913 года получил чин действительного статского советника; был награждён орденами Святого Станислава 2-й степени (1904 год) и Святой Анны 2-й степени (1910 год).
Скончался в 1945 году.
Автор трудов по вопросам теории и практики кормления и разведения сельскохозяйственных животных; автор статей в Энциклопедическом словаре Брокгауза и Ефрона, "Полной энциклопедии русского сельского хозяйства и соприкасающихся с ним наук" А. Ф. Девриена.

## Сочинения
- Силосованный корм и его хозяйственное значение. - М., 1892
- Основы кормления сельскохозяйственных млекопитающих. - Варшава, 1899.
- Главнейшие моменты в области теории скотозаводского искусства. - Варшава, 1904
- Исследование современного состояния свиноводства в губерниях Привислянского края. - Варшава, 1904
- Исследование современного состояния свиноводства в губерниях Волынской и Подольской. - Варшава, 1905
- Искусственный вывод цыплят. - СПб., 1905
- Кормовые нормы и кормовые таблицы. - СПб., 1905
- Коза. - СПб., 1905
- Основы кормления сельскохозяйственных млекопитающих : Руководство для студентов высших сельскохозяйственных школ, для сельских хозяев и ветеринаров. - СПб., 1911
- Скотозаводское искусство: Руководство к рациональному разведению, выращиванию и содержанию скота. - Пг., 1915